# Neutropeniczne zapalenie jelit
Neutropeniczne zapalenie jelit (ang. neutropenic enterocolitis) – powikłanie neutropenii cechujące się zapaleniem, owrzodzeniem i martwicą jelita krętego, kątnicy i okrężnicy wstępującej.

## Epidemiologia
Rzeczywista częstość występowania neutropenicznego zapalenia jelit jest nieznana. Większość przypadków dotyczy chorych poddanych chemioterapii z powodu białaczek lub innych nowotworów hematologicznych. Rzadziej pojawia się podczas leczenia guzów litych takich jak rak płuca, rak piersi, rak jelita grubego czy rak trzustki. Ocenia się, że neutropeniczne zapalenie jelit dotyczy 5,3% hospitalizowanych chorych leczonych z powodu nowotworów krwi lub guzów litych leczonych wysokodawkową chemioterapią.

## Etiologia
Neutropeniczne zapalenie jelit jest następstwem uszkodzenia błony śluzowej przewodu pokarmowego oraz immunosupresji. Zmiany najczęściej pojawiają się w końcowym odcinku jelita krętego, kątnicy oraz w wyrostku robaczkowym. Chemioterapia stosowana w leczeniu nowotworów złośliwych hamuje proliferację bardzo szybko dzielących się komórek jakimi są komórki nowotworowe, ale także szybko dzielących się komórek tworzących błonę śluzową przewodu pokarmowego. Zatem podczas leczenia może dojść do sytuacji, że w konsekwencji leczenia przeciwnowotworowego odnowa komórek nabłonkowych może być niewystarczająca do zastąpienia tych traconych podczas naturalnego procesu złuszczania. Może to doprowadzić do utraty integralności śluzówki przewodu pokarmowego. W patogenezie choroby zwraca się uwagę na obecność nacieku białaczkowego w obrębie ściany jelita. Kolejnym czynnikiem predysponującym jest niedokrwienie związane ze specyficznym, stosunkowo uboższym ukrwieniem kątnicy. Część cytostatyków jest często związana z neutropenicznym zapaleniem jelit, szczególnie dotyczy to arabinozydu cytyzyny, ale także etopozydu i daunorubicyny. Ważną rolę w patogenezie odgrywa infekcja przewodu pokarmowego oraz neutropenia. Najczęstszymi czynnikami infekcyjnymi są bakterie Gram ujemne, przy czym rzadko izoluje się patogeny wywołujące zakażenia przewodu pokarmowego u osób zdrowych takie jak Salmonella, Shigella, Yersinia czy Campylobacter. Zakażenie Clostridium difficile nie jest klasyfikowane jako neutropeniczne zapalenie jelit, choć może współwystępować.

## Objawy
Obraz neutropenicznego zapalenia jelit jest niespecyficzny i bywa trudny do odróżnienia od uszkodzenia śluzówek przewodu pokarmowego przez cytostatyki czy zajęcia przewodu pokarmowego przez nowotwór. Objawy zwykle pojawiają się po dwóch tygodniach od zakończenia kursu chemioterapii, co koreluje z granulocytopenią.
Najczęstszymi objawami są gorączka, ból brzucha oraz biegunka. Towarzyszyć im mogą nudności, wymioty oraz wzdęcie brzucha. Gorączka występuje u 90% chorych, ale jest objawem nieswoistym. Ból brzucha u 60–80% chorych lokalizuje się w prawym dolnym kwadrancie jamy brzusznej. Część chorych nie prezentuje bólu brzucha. Rzadkimi objawami są smoliste stolce lub hematochezja, ale możliwe są poważne krwawienia z przewodu pokarmowego powodujące niestabilność hemodynamiczną. W późniejszym stadium choroby może dojść do ograniczonego zapalenia otrzewnej, a następnie do rozlanego zapalenia otrzewnej. Choroba może ulegać progresji do perforacji przewodu pokarmowego oraz sepsy do wstrząsu septycznego włącznie.

## Rozpoznanie
Rozpoznanie jest stawiane na podstawie stwierdzenia gorączki, neutropenii, bólu brzucha oraz pogrubienia ściany jelita w USG lub TK. W badaniach laboratoryjnych stwierdza się neutropenię, często również małopłytkowość. Konieczne jest wykonanie posiewów krwi i stolca oraz badania antygenów toksyn Clostridium difficile. Posiewy krwi są dodatnie od 30 do 85% przypadków. Zdjęcie przeglądowe brzucha zwykle jest prawidłowe lub wykazuje nieswoiste zmiany, chyba że pojawiła się niedrożność jelit. Tomografia komputerowa (TK) jest przydatnym narzędziem w diagnostyce neutropenicznego zapalenia jelit, które cechuje się większą dokładnością w porównaniu do zdjęcia przeglądowego jamy brzusznej czy ultrasonografii. Tomografia komputerowa w neutropenicznym zapaleniu jelit może wykazać pogrubienie ściany jelita, poszerzenie kątnicy, obecność masy zapalnej, płynu w jamie otrzewnej lub perforacji przewodu pokarmowego. Ze względu na ryzyko perforacji jelita, krwawienia z przewodu pokarmowego, dalszego przeniesienia się bakterii i nasilenia bakteriemii unika się badań endoskopowych. Endoskopia w neutropenicznym zapaleniu jelit pozwala wykazać obecność kruchej, krwawiącej śluzówki z obecnymi powierzchniowymi owrzodzeniami, utratą haustracji i prawidłowego obrazu rysunku naczyniowego błony śluzowej.

### Kryteria diagnostyczne
Zaproponowano kryteria diagnostyczne rozpoznania neutropenicznego zapalenia jelit:
1. obecność gorączki powyżej 38°C mierzonej w dole pachowym,
2. ból brzucha,
3. obecność pogrubienia ściany jelita grubego powyżej 4 mm (skan poprzeczny) albo długości powyżej 30 mm (skan podłużny) zmierzonego w tomografii komputerowej albo ultrasonografii.

## Leczenie
Podstawą leczenia neutropenicznego zapalenia jelit jest empiryczna antybiotykoterapia o szerokim spektrum, wyrównywanie zaburzeń wodno-elektrolitowych, stosowanie diety ścisłej i żywienia pozajelitowego.
Kluczowym elementem leczenia jest stosowanie antybiotyków. Najczęściej w leczeniu neutropenicznego zapalenia jelit wykorzystuje się karbapenemy (imipenem, meropenem), piperacylinę z tazobaktamem lub połączenie cefalosporyny III generacji (cefepim, ceftazydym) z metronidazolem albo połączenie antybiotyku β-laktamowego z aminoglikozydem. W przypadku braku poprawy pomimo stosowania antybiotykoterapii o szerokim spektrum lub nie ustępowania gorączki po kilku dobach leczenia może być konieczne dołączenie do leczenia leku przecigrzybiczego takiego jak amfoterycyna B. W przypadku podejrzenia współistnienia zakażenia Clostridium difficile antybiotykoterapię rozszerza się o dodanie wankomycyny lub metronidazolu. Często w celu zachowaniu przewodu pokarmowego w spoczynku zaleca się dietę ścisłą i żywienie pozajelitowe. Jednak może to prowadzić do zaniku kosmków jelitowych oraz dalszego naruszenia integralności błony śluzowej jelita. W związku z tym u wybranych chorych z łagodniejszą postacią choroby odpowiadających na leczenie może być stosowane żywienie doustne lub dojelitowe. Nie zaleca się rutynowego stosowania inhibitorów pompy protonowej oraz odsysania treści żołądkowej, ponieważ sprzyja to migracji niektórych bakterii. Inhibitory pompy protonowej znajdują zastosowanie w przypadku bólu w nadbrzuszu, zapaleniu żołądka, choroby wrzodowej oraz stosowania kortykosteroidów.
Nie ma wyników randomizowanych badań oceniających stosowanie rekombinowanych czynników stymulujących tworzenie kolonii granulocytów (G-CSF) takich jak filgrastym, pegfilgrastym i lenograstym w leczeniu neutropenicznego zapalenia jelit. Jednak stosowanie czynników wzrostu granulocytów jest uzasadnione jako leczenie uzupełniające antybiotykoterapię w przypadku neutropenii poniżej 100/µl, przewidywanego czasu trwania neutropenii powyżej 10 dni, sepsy, zapalenia płuc, inwazyjnego zakażenia grzybiczego czy wieku chorego powyżej 65. roku życia.
Leczenie chirurgiczne jest wskazane w przypadku perforacji jelita, nieustępującego krwawienia z przewodu pokarmowego, powstania ropnia czy niekontrolowanej sepsy.

## Rokowanie
Nieleczone neutropeniczne zapalenie jelit wiąże się z bardzo wysoką śmiertelnością sięgającą 50–100%, leczenie pozwala zredukować odsetek śmiertelności do 20–30%.